# Кутер (Мисури)
Кутер (енгл. Cooter) град је у америчкој савезној држави Мисури.

## Демографија
По попису из 2010. године број становника је 469, што је 29 (6,6%) становника више него 2000. године.
| Група             | 2000.       | 2010.       |
| Белци             | 429 (97,5%) | 457 (97,4%) |
| Афроамериканци    | 2 (0,5%)    | 9 (1,9%)    |
| Азијати           | 0 (0,0%)    | 0 (0,0%)    |
| Хиспаноамериканци | 4 (0,9%)    | 2 (0,4%)    |
| Укупно            | 440         | 469         |